# بیلی کوک (بازیکن فوتبال، زاده ۱۸۹۰)
بیلی کوک (انگلیسی: Billy Cook; ۲ مارس ۱۸۹۰ – ۱۹۷۴ (۸۳−۸۴ سال)) بازیکن فوتبال اهل بریتانیا بود.
از باشگاه‌هایی که در آن بازی کرده‌است می‌توان به باشگاه فوتبال هبورن تاون، باشگاه فوتبال شفیلد یونایتد، و باشگاه فوتبال وورکساپ تاون اشاره کرد.